# Centistidea ectoedemiae
Centistidea ectoedemiae är en stekelart som beskrevs av Sievert Allen Rohwer 1914. Centistidea ectoedemiae ingår i släktet Centistidea och familjen bracksteklar. Inga underarter finns listade.